# Dragó lira

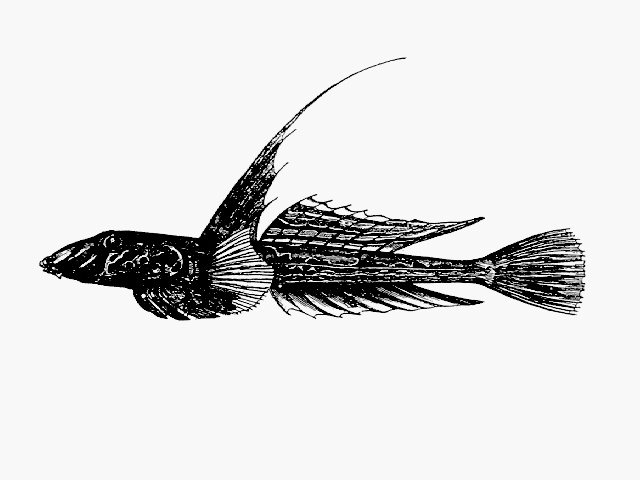
Dibuix procedent de la segona edició (1877) del llibre de Darwin, The descent of man, selection in relation to sex.

El dragó lira, guineu o guineu vermella (Callionymus lyra) és una espècie de peix de la família dels cal·lionímids i de l'ordre dels perciformes.

## Morfologia
- Presenta un cos allargat.
- Els mascles arriben als 30 cm mentre que la talla de les femelles és inferior.
- El peduncle caudal és cilíndric.
- Manca d'escates.
- El cap és ample i aplanat.
- Els ulls, grossos, es troben a la part superior del cap, molt a prop l'un de l'altre.
- Té 4 espines en el preopercle.
- En els mascles, les aletes dorsals són amples i els primers radis de la primera dorsal són filamentosos. L'anal és semblant a la segona dorsal. Les pectorals i les pèlviques es troben molt desenvolupades. La caudal és ampla i rodona.
- Presenta dimorfisme sexual: els mascles tenen línies i taques blaves a les aletes i el dors pren tonalitats vermelles. Les femelles són de color groc i verd.[2]

## Reproducció
La reproducció es dona a la costa durant la primavera i l'estiu. La posta es fa a mitjan aigua, el mascle neda amb les aletes desplegades al costat de la femella. Els ous i les larves són planctònics.

## Alimentació
És depredador d'invertebrats bentònics.

## Hàbitat
És bentònic de fons tous entre els 50 i 200 m. S'enterra a la sorra o davall pedres o copinyes.

## Distribució geogràfica
Es troba des del sud d'Islàndia i Noruega fins a Mauritània, el nord de la mar Mediterrània, Gibraltar, Algèria, l'oest de la mar Negra, la mar Egea, la mar Adriàtica, les Açores i les Illes Canàries.

## Costums
Els mascles són territorials i agressius entre ells.

## Interès pesquer
Es captura amb arts d'arrossegament.